# 芳垣安洋
芳垣 安洋（よしがき やすひろ、1959年2月21日 - ）は、日本のドラマー、作曲家。兵庫県西宮市出身。レーベル「Glamorous」を主宰。

## 経歴
高校3年生のときに、友人に誘われドラムをはじめる。関西学院大学に入学後、軽音部に入部。ウェザー・リポートの『ブラック・マーケット』やジャコ・パストリアスの『ジャコ・パストリアスの肖像』のような音楽をやりたいと思いジャズを演奏しはじめる。大学在学中から、関西のライブハウス、ジャズクラブで演奏活動をはじめ、 1984年から3年間、大阪のジャズクラブ「ロイヤルホース」のレギュラー・ドラマーを務める。
1989年、関西を中心に即興演奏のムーブメントが起きていた最中、ギタリストの内橋和久、ベーシストのナスノミツルとアルタード・ステイツを結成。トロンボーン奏者の大原裕、ベーシストの船戸博史とともに即興トリオ「SIGHTS」としても活動し、京都のジャズスポットを中心に演奏を行っていた。その後モダンチョキチョキズに参加し、1992年にメジャー・デビューしている。
東京での演奏活動もはじめ、ギタリスト、ターンテーブル奏者の大友良英と出会いGround Zero、ベーシストの不破大輔と出会い渋さ知らズ、ヴァイオリニストの勝井祐二と出会いROVOに参加する。
1995年に起こった阪神・淡路大震災をきっかけに、1997年、東京に拠点を移す。1999年、自身のリーダー・バンドVINCENT ATMICUSをはじめた他、大友良英の大友良英ニュー・ジャズ・クインテット、菊地成孔のDC/PRGに参加。
現在も精力的にライブ活動を続けるほか、蜷川幸雄や文学座などの演劇や、映画の音楽制作も手掛ける。欧米のジャズフェスティバルへの出演や、来日ミュージシャンとの共演も多い。

## ディスコグラフィー

### 主なリーダー作品

#### Emergency!
- Loveman Plays Psychedelic Swing（2002年）
- Loveman Prays For Psychical Sing（2003年）
- Live In Copenhagen（2010年）

#### VINCENT ATMICUS
芳垣安洋（ds）岡部洋一（ds）勝井祐二（vl）太田惠資（vl）青木タイセイ（tb）松本治（tb）水谷浩章（b）高良久美子（per）菊地成孔（sax：2003年5月のライヴをもって脱退）
- VINCENT I（2002年）
- VINCENT II（2004年）
- VINCENT III（2005年）

#### Fernando Saunders / Yasuhiro Yoshigaki
Fernando Saunders（b,vo）芳垣安洋（ds,perc）勝井祐二（vln）酒井泰三（g）斉藤”社長”良一（g）鬼怒無月（g）青木タイセイ（rhodes,tb）高良久美子（vib,perc）山北健一（perc）佐藤研二（b）茶谷雅之（perc）龍大（perc）益山泰一（perc）
- Devotion（2005年）

#### Anima Mundi (Vazquez-Yoshigaki project)
- 第一章 / PRIMER ENCUENTRO（2007年）[4][5]
- セカンド・プエンテ / SEGUNDO PUENTE（2007年）

#### Orquesta Nudge! Nudge!
- BATUKA!（2005年）
- Rhythm CHANT（2008年）

#### Orquesta Libre
- うたのかたち〜UTA NO KA・TA・TI（2012年）[6]
- Can't Help Falling In Love〜好きにならずにいられない（2012年）[6]

#### Orquesta Libre + Suga Dairo + RON×II
- plays DUKE（2014年）

#### ショローCLUB
芳垣安洋（ds, per）大友良英（el-g）不破大輔（ac-b,el-b）　ゲストミュージシャン：山本精一（vo, el-g）
- from 1959（2017年）[7]

#### On The Mountain
- ON THE MOUNTAIN（2020年）

### 参加バンド・グループなど

#### モダンチョキチョキズ
- ローリング・ドドイツ（1992年）
- ボンゲンガンバンガラビンゲンの伝説（1993年）
- 別冊モダチョキ増刊号（1994年）
- くまちゃん（1994年）

#### ベツニ・ナンモ・クレズマー
- おめでと。（1994年）
- アヒル（1996年）
- ワルツ（1996年）

#### ROVO
出典: 
- VITAMIN!（1998年）
- PICO!（1998年）
- imago（1999年）
- PYRAMID（2000年）
- SAI（2001年）
- FLAGE（2002年）
- MON（2004年）
- CONDOR（2006年）
- NUOU（2008年）
- RAVO（2010年）
- PHASE（2012年）
- XI（2016年）

#### 大友良英ニュー・ジャズ・クインテット
- Flutter（2001年）
- Dreams（2002年）
- Live（2002年7月）
- ONJQ + OE（2003年）
- Tails Out（2003年）
- Live In Lisbon（2006年）

#### DC/PRG
- アイアンマウンテン報告（2001年）
- 構造と力（2003年）
- フランツ・カフカズ・アメリカ（2007年）

#### オパビニア
- Opabinia（2003年）

#### カルメン・マキ&サラマンドラ
- CARMEN MAKI and SALAMANDRE（2003年）

#### 大友良英ニュー・ジャズ・オーケストラ
- Otomo Yoshihide's New Jazz Orchestra（2005年）
- Out To Lunch（2005年）
- ONJO LIVE Vol.1 series circuit（2007年）
- ONJO LIVE Vol.2 parallel circuit（2007年）

#### ナンバジャズ
- 鉄砲（2008年）

#### 大友良英ニュー・ジャズ・トリオ
- Lonely Woman（2010年）
- Bells（2010年）

#### Gush!
- Boléro（2018年）[9]

### オムニバス、コンピレーションアルバム
- BOYCOTT RHYTHM MACHINE（2004年）
- BOYCOTT RHYTHM MACHINE II - VERSUS -（2006年）

## 2024年の主なライブ
- 1/11（木）iKnoW Electric Re-Bop Double Band
- ONJQ: Otomo Yoshihide’s New Jazz Quintet EUROPE TOUR 2024
- 4/9（火）Limited Edition
- 3/20（水）〜24（日）歌と即興の今池5DAYS! ＠得三
- 5/7（火）ONJQ
- Yoshigaki Yasuhiro × Pandelis Karayorgis special (us)2days ＠公園通りクラシックス
  - 6/11（火）Improvisation Night
  - 6/12（水）Jazz Night
- 芳垣安洋 5DAYS ＠新宿ピットイン
  - 6/14（金）【Decode Myself】iKnoW Electric Re-Bop Double Band
  - 6/15（土）【Special Improvisation Night】5tette
  - 6/16（日）【Revival】Tales Of Another
  - 6/17（月）【Trans】芳垣細海伊賀吉田＋大友
  - 6/18（火）【Beat Of AACM〜Theme de Yo Yo】 Limited Edition + On The Mountain
- Copenhagen Jazz Festival 2024
- AARHUS JAZZ FESTIVAL 2024
- 芳垣安洋 2DAYS ＠大阪 Studio T-BONE
  - 8/9（金）［法楽屋］芳垣安洋 本木良憲 with 有本羅人
  - 8/10（土）iKnoW Quartet East 芳垣安洋 塩本彰 有本羅人 甲斐正樹
- 10/7（月）iKnoW Electric 5tet ＠新宿ピットイン
- 11/13（水）〜21（木）Arcana Mundi (Vazquez x Yoshigaki project) Japan Tour 2024
- 12/23（月）Nu Art Ensemble Large

## 2025年の主なライブ
- 1/22（水）Orquesta Nudge! Nudge!
- 1/24（金）芳垣安洋 ドラム・ソロ＆リズムクリニック
- 2/7（金）〜2/15（土）ONJQ ヨーロッパツアー
- 2/22（木）〜3/2（土）ONJQ 中国ツアー
- 3/15（土）3/16（日）芳垣安洋 2days at S
- 3/24（月）〜27（木）芳垣安洋的、今池ハードコアジャズ! 4days
- 3/29（土）Limited Edition
- 芳垣安洋 5DAYS ＠新宿ピットイン

## 書籍

### 共著
- 「至宝のジャズ・ドラムを聴け!」（2022年3月11日　初版発行）
  - 第4章 1970年代のジャズ・ドラム名演（選・文　芳垣安洋）

### インタビュー掲載
- 「ドラム・インプロヴィゼーション」（2023年9月13日　発売）
  - 第4章 ドラム・インプロヴァイザーに訊く　森山威男・芳垣安洋・藤掛正隆